# إرنست كيلي
إرنست كيلي (بالإنجليزية: Ernest Keeley)‏ هو لاعب رماية جنوب أفريقي، ولد في 26 مايو 1890 في بريتوريا في جنوب أفريقيا، وتوفي في 23 يوليو 1918 في فلاندر في بلجيكا.

## وصلات خارجية
- إرنست كيلي على موقع اللجنة الأولمبية الدولية (الإنجليزية)
- إرنست كيلي على موقع أوليمبيديا (الإنجليزية)